# .gq
.gq je internetová národní doména nejvyššího řádu pro Rovníkovou Guineu.